# Friedrichroda
Friedrichroda è una città tedesca di 7 115 abitanti, appartenente al Land della Turingia.